# 泥柯乡
泥柯乡，是中华人民共和国四川省甘孜藏族自治州甘孜县下辖的一个乡镇级行政单位。

## 行政区划
泥柯乡下辖以下地区：
章达村、俄威村、仁达村、彭达村、布日邓措村、夺衣村和昌谷村。